# Shoscombe
Shoscombe is een civil parish in het bestuurlijke gebied Bath and North East Somerset, in het Engelse graafschap Somerset met 443 inwoners.